# Proces produkcji gry komputerowej Red Dead Redemption

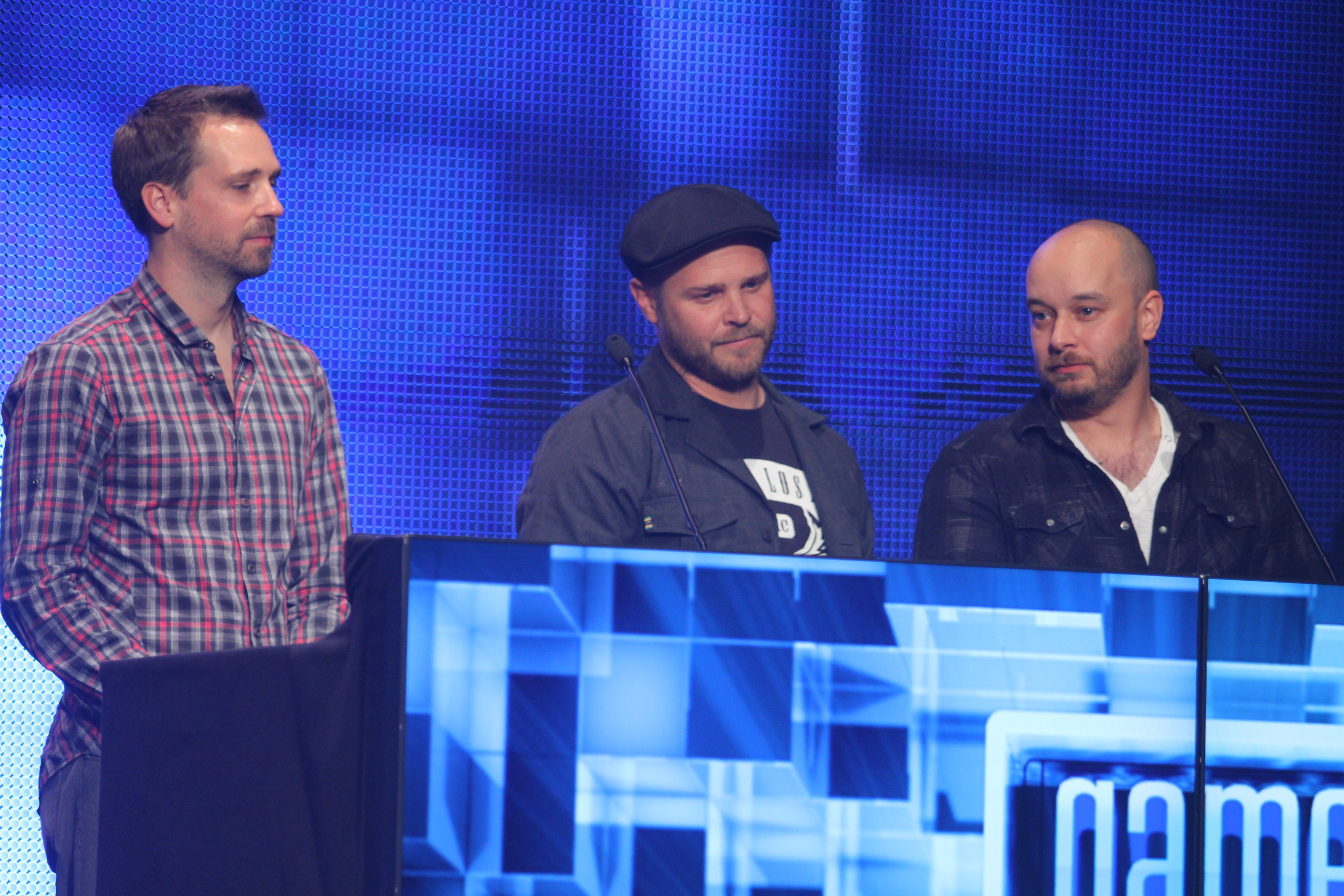
(od lewej) Główny programista Ted Carson, dyrektor artystyczny Josh Bass i producent Steve Martin podczas gali rozdania Game Developers Choice Awards.

Proces produkcji gry komputerowej Red Dead Redemption rozpoczął się w 2004 roku, niedługo po premierze Red Dead Revolver, którego to Redemption jest duchowym następcą, a został zwieńczony wydaniem jej przez Rockstar Games w maju 2010 na PlayStation 3 i Xboksie 360. Produkcja rozpoczęła się w stuosiemdziesięcioosobowym zespole Rockstar San Diego, a z czasem zaangażowane zostały w nią także inne studia Rockstar – Leeds, New England, North i Toronto. Nad grą pracowało łącznie ponad tysiąc osób, a pracownicy Rockstar North, odpowiedzialnego za serię Grand Theft Auto, pełnili dodatkowo funkcję konsultantów przy tworzeniu otwartego świata. Po oficjalnej zapowiedzeni gry w 2009 roku była ona często promowana na pokazach prasowych oraz za pomocą zwiastunów filmowych i marketingu wirusowego. Jej premierę kilkukrotnie przekładano, co sprawiało, że była jeszcze bardziej wyczekiwana. Pracownicy studia publicznie zarzucili kierownictwu złe zarządzanie i stosowanie nieetycznych praktyk, w tym przede wszystkim obowiązkowych nadgodzin.
Znacznym wyzwaniem dla twórców było stworzenie otwartego świata, na który składają się trzy obszary odwzorowujące ikoniczne miejsca typowego dla Dzikiego Zachodu. Kluczowi członkowie zespołu odbywali wycieczki do Waszyngtonu, gdzie odwiedzali m.in. Bibliotekę Kongresu, żeby zgromadzić dokumentację zdjęciową na temat epoki; zespół zapoznał się także z dziełami kultury dotyczącymi tego okresu – filmami, serialami telewizyjnymi i książkami. W celu polepszenia animacji i zasięgu rysowania studio usprawniło swój autorski Rockstar Advanced Game Engine; zdaniem twórców gra w takim kształcie, w jakim została wymyślona, powstać mogła tylko na konsolach siódmej generacji, ponieważ dostępne podczas fazy koncepcyjnej urządzenia generacji szóstej były zbyt słabe pod względem technologicznym. Grę zaprojektowano w taki sposób, żeby zachować i usprawnić kluczowe cechy Red Dead Revolver – jak mechanika „zabójczej precyzji” – przy jednoczesnym uczynieniu z niej produkcji typowej dla studia Rockstar.
Liczący półtora tysiąca stron scenariusz gry pisano przez dwa lata. Fabułę osadzono w 1911 roku, u schyłku Dzikiego Zachodu, żeby móc pokazać, w jaki sposób ustąpił on miejsca współczesności. W celu obsadzenia aktorów pod postacie przeprowadzono castingi. Podczas sesji przechwytywania ruchu rejestrowano jednocześnie ruchy aktorów i ich głosy, a pozostałe dialogi dogrywano w studiu dubbingowym w Santa Monice pod okiem reżysera Roda Edge’a. W grze pojawia się około czterystu pięćdziesięciu postaci, co wymagało nagrania znacznej liczby dialogów – porównywalnej do powstałego w międzyczasie Grand Theft Auto IV (2008) – żeby świat przedstawiony sprawiał wrażenie żyjącego i realistycznego. Dla scenarzystów stworzono słownik zawierający zwroty i niuanse języka właściwego dla czasu akcji. Na potrzeby Red Dead Redemption napisano oryginalną ścieżkę dźwiękową, której autorem byli Bill Elm i Woody Jackson; wraz z innymi zaangażowanymi przez siebie muzykami nagrali około dwustu utworów.

## Proces produkcji
W 2003 roku Rockstar Games kupił od Capcomu Angel Studios, pracujące od dłuższego czasu nad Red Dead Revolver, którego produkcja przedłużała się ze względu na różnice kulturowe i komunikacyjne pomiędzy amerykańskimi twórcami a japońskim wydawcą. Rockstar dokonało przejęcia częściowo ze względu na chęć posiadania w swoim portfolio gry o tematyce westernowej. Po przejęciu studio zostało przemianowane na Rockstar San Diego, a pod nowym szyldem grę udało ukończyć się w ciągu dziewięciu miesięcy. Po premierze Revolveru Rockstar postanowiło stworzyć swój western od podstaw, ponieważ stwierdzono, że dopiero co wydana gra „fundamentalnie różni się” od typowych produkcji wydawcy. Dzięki pracy nad Revolverem i współpracy przy Canis Canem Edit (2006) twórcy lepiej zrozumieli, jakie są najważniejsze elementy produkcji z otwartym światem, okazało się także, że możliwe jest stworzenie dobrze przyjętej gry wykorzystującej główne mechaniki flagowej serii wydawcy – Grand Theft Auto – w innej stylistyce. Zamierzone efekty możliwe były jednak do osiągnięcia tylko na konsolach siódmej generacji – PlayStation 3 i Xboksie 360. Wstępne prace nad Red Dead Redemption rozpoczęły się w 2005, kiedy niewielki zespół producentów z San Diego stworzył pierwszą krótką zapowiedź, pokazaną w maju tego samego roku podczas prezentacji Sony na targach Electronic Entertainment Expo wraz ze wstępną demonstracją technologiczną PlayStation 3. Właściwe prace ruszyły w 2006, po skompletowaniu zespołu produkcyjnego, na czele którego stanęli główny projektant i współscenarzysta Christian Cantamessa, główny programista Ted Carson oraz dyrektorzy artystyczni Josh Bass i Daren Bader. Cantamessa pracował wcześniej w Rockstarze przy Grand Theft Auto: San Andreas (2004), a pozostała trójka przy Revolverze.
Stuosiemdziesięcioosobowy zespół San Diego współpracował z pozostałymi studiami Rockstar na całym świecie – łącznie podczas pięcioletniego cyklu produkcyjnego nad Red Dead Redemption pracowało ponad tysiąc osób. Twórców wspierały Rockstar Leeds i Rockstar North; współzałożyciel Rockstar i wicedyrektor kreatywny Dan Houser w 2009 roku stwierdził, że współpraca pomiędzy studiami była bardzo owocna. Część zespołu Leeds, w tym jego dyrektor Gordon Hall, spędzili rok w Stanach Zjednoczonych, żeby wspomóc twórców na miejscu. Kilku pracowników Rockstar New England w późniejszym czasie wypowiadało się negatywnie o współpracy ze względu na „niekończący się” crunch i fakt, że musieli na czas nieokreślony odłożyć prace nad swoim własnym projektem – kontynuacją Canis Canem Edit. Według artysty środowiska Matta Kazana w 2008 przy grze współpracowało także Rockstar Toronto, aktualizując oprawę graficzną na siódmą generację konsol, ponieważ jego zdaniem pierwotnie planowana była ona na PlayStation 2 i Xboksa. Analitycy branżowi szacują, że koszt produkcji Red Dead Redemption wyniósł od 80 do 100 mln USD, co czyni ją jedną z najdroższych gier w historii.
Żony kilku pracowników Rockstar San Diego w styczniu 2010 opublikowany pod pseudonimem „Małżonki Rockstar” list otwarty, w którym poinformowały, że od marca 2009 za sprawą kierownictwa w studiu znacząco pogorszyły się warunki pracy. W liście opisano nieetyczne praktyki pracownicze podczas produkcji gry, w tym sześciodniowy tydzień pracy po dwanaście roboczogodzin dziennie za stawkę mniejszą, niż ówczesna średnia w branży. Byli pracownicy studia określili projekt mianem „katastrofy o niewyobrażalnych rozmiarach”. Informowano, że kluczowi członkowie zespołu woleli odejść ze studia, niż kontynuować prace nad Red Dead Redemption, a niewłaściwe zarządzanie projektem prowadziło do opóźnień i zwiększenia kosztów produkcji. Informacje te zostały potwierdzone także przez kilku obecnych i byłych pracowników. Rockstar zaprzeczył oskarżeniom, stwierdzając, że firma jest „zasmucona, jeżeli którykolwiek z byłych pracowników dowolnego studia nie wspomina miło czasu spędzonego w firmie albo nie mógł zrealizować w niej swoich pasji”.
International Game Developers Association uznało domniemane warunki pracy za „wielce szkodliwe oszustwo i wyzysk”. Około dwóch miesięcy po premierze gry zwolniono czterdziestu ze stu osiemdziesięciu pracowników Rockstar San Diego, co wydawca określił jako „typowe przy produkcji gier komputerowych” i przymiarki do realizacji kolejnych projektów. Kilka lat później, w świetle kontrowersji wokół nadgodzin podczas produkcji Red Dead Redemption II, dyrektor wydawnicza Rockstar Jennifer Kolbe przyznała, że list „Małżonek Rockstar” odzwierciedlał problematyczny czas niewłaściwych praktyk pracowniczych w firmie i zapowiedziała, że podjęte zostaną działania, żeby uniknąć podobnych sytuacji w przyszłości. Leslie Benzies, jeden z producentów Red Dead Redemption, do pozwu przeciwko Rockstarowi złożonemu w 2016 dołączył mejle, jakie otrzymał w październiku 2009 od prezesa i współzałożyciela Rockstar, Sama Housera, w którym ten stwierdzał, że proces produkcji gry był „koszmarem” i prosił go o pomoc w przygotowaniu prezentacji dla Sony i Microsoftu. Benzies stwierdził w pozwie, że gra została ukończona kilka miesięcy po tym, jak został jej producentem.

## Scenariusz i świat gry
Liczący półtora tysiąca stron scenariusz gry został napisany w dwa lata przez Dana Housera, Michaela Unswortha i Christiana Cantamessę; podczas jego pisania inspirowali się takimi filmami jak Dzika banda (1969), Mściciel (1973), Bez przebaczenia (1992) czy Propozycja (2005). Scenarzyści uznali, że większość westernów rozgrywa się pomiędzy latami 40. a 80. XIX wieku, a przeniesienie akcji do roku 1911 pozwoli na bardziej intrygującą analizę tego, jak Dziki Zachód ustąpił miejsca współczesności. Zdaniem Cantamessy główną tematyką Red Dead Redemption „jest »śmierć Zachodu«, a nie utarty »mit o Zachodzie« wszechobecny chociażby w klasycznych filmach z Johnem Wayne’em”. Według Housera „klasyczna opowieść o okiełznaniu dzikich terenów” byłaby mniej interesująca, a wybranie takich realiów czasowych pozwoliło na przedstawienie elementów typowych dla westernów – koni, dyliżansów czy lass – obok nowoczesnej technologii, jak pociągi albo materiały wybuchowe. W opinii głównego projektanta misji Silasa Morse’a ograniczenia wynikające z wybranego okresu – np. używane wtedy bronie i środki podróżowania czy rodzaje napotykanych przeciwników – pozwoliły graczom zanurzyć się w świecie gry i odróżnić ją od innych. Chociaż Red Dead Redemption nie było planowane jako celowa satyra na współczesną Amerykę, Houser przyznał, że ze względu na niezbyt odległe ramy czasowe nie dało się uniknąć podobieństw. Chciał, żeby grę charakteryzował poważny ton, wzorem Dzikiej bandy, ale bez uciekania się do tematów egzystencjalnych jak u Ingmara Bergmana. Przyznał, że chociaż oglądał kilka westernów, wolał nie nawiązywać do nich podczas pisania scenariusza, chcąc, żeby ten powstawał naturalnie. Nuevo Paraíso zainspirowane zostało przez Dziką bandę i Skarb Sierra Madre (1948), podczas gdy sceny akcji inspirowane były klasycznymi filmowymi strzelaninami, także z niewesternów – chociażby Gorączką (1995).
Odniesienia do polityki przewijające się w całym scenariuszu stanowią nawiązanie do mroczniejszych aspektów kształtowania się amerykańskiego snu. Za pomocą opowieści o niewinności i wolności gra przedstawia przejście od „brutalnej swobody” do „jawnej kontroli ze strony rządu”. Houser przyznał, że wyzwaniem było zbalansowanie narracji tak, żeby zachowała realizm, ale nie stała się ani „pompatyczna”, ani „kampowa”, jako przykład tej ostatniej podając Płonące siodła (1974). Jego zdaniem przedstawiona w grze historia nie oddaje w pełni napięć na tle rasowym, jakie panowały w społeczeństwie amerykańskim w drugiej dekadzie XX wieku, co było celowym zabiegiem twórców, żeby uniknąć stosowania języka „mocno obraźliwego dla osób żyjących współcześnie”. Zamiast tego skoncentrowano się bardziej na mariażu starej i nowej Ameryki oraz zmian, jakie zachodziły w tamtym okresie. Odnosząc się do kwestii obecnej w grze przemocy twórcy stwierdzili, że chcieli, żeby „sprawiała wrażenie nieco brutalnej i nieprzyjemnej” – bardziej wzorem Krwawego południka (1985) Cormaca McCarthy’ego niż Domku na prerii (1974–1983). Przemoc miała być realistyczna, ale nie gloryfikowana. Twórcy mieli nadzieję na „emocjonalne zaangażowanie” ze strony graczy, którzy zanurzą się w świecie gry i jej realiach.
Kluczowym aspektem podczas produkcji był świat gry; twórcy chcieli, żeby gracz poczuł jego skalę, odkrywał go i mógł zanurzyć się w nim. Żeby uczynić go realistycznym, dla bohaterów niezależnych (BN) stworzono harmonogramy dnia, w ramach których odwiedzają oni określone miejsca i wykonują określone zadania, zamiast powtarzać w kółko podstawowe czynności. Wszyscy BN charakteryzują się własnym ubiorem i dialogami, dzięki czemu spotkanie z każdym z nich ma sprawiać wrażenie świeżego doświadczenia. Projektując fikcyjne miejsca starano się oddać elementy charakterystyczne dla czasów, w jakich rozgrywa się akcja gry, ujawniając je stopniowo, żeby zapewnić graczowi większe zróżnicowanie pod względem wizualnym i napotykanych postaci. Nowe Austin składa się z małych miasteczek i faktorii, będąc jednym z ostatnich świadectw dziczy i bezprawia, które niedługo ustąpią miejsca nowoczesnej Ameryce. W Nuevo Paraíso, w którym trwa wojna domowa, natrafić można na obozy buntowników i forty armii meksykańskiej, zarządzane przez liderów obu stron konfliktu i im podległych. Elizabeth Zachodnie jest żyzną ziemią reprezentujących cywilizowany świat i postęp. Podczas prac nad Red Dead Redemption twórcy dokładnie przestudiowali Dziki Zachód – tak okres, jak i obszar geograficzny. W celu zebrania materiałów m.in. wybrali się do Waszyngtonu, gdzie odwiedzili Bibliotekę Kongresu i National Archives Building i wykonali setki zdjęć, jak również przeanalizowali klasyczne westerny – filmy, seriale telewizyjne oraz powieści. Kłopotem związanym z dużym otwartym światem było stworzenie dostatecznie dużo zawartości, żeby go wypełnić i utrzymać zainteresowanie graczy. Wyzwanie to uznano za jeden z plusów procesu produkcyjnego i ważną jego część, wskutek czego tereny niezamieszkałe pełne są dzikiej zwierzyny, co zwiększyło potencjał wystąpienia losowych zdarzeń w takich miejscach. Początkowo rozważano wykorzystanie formuły otwartego świata znanej z Grand Theft Auto IV (2008) – duża różnorodność rodzajów misji z różnymi aktywnościami i celami – ale niedługo później twórcy uświadomili sobie, że pustota świata Red Dead Redemption wymaga innego podejścia, stąd też zdecydowano się na realistyczny ekosystem zamieszkiwany przez ponad czterdzieści gatunków zwierząt. Pierwotnie sposób rozdystrybuowania zwierząt w świecie wydawał się twórcom „fałszywy”, wobec czego stworzono dla nich system zasad i zachowań, dzięki czemu spotkania z dziką zwierzyną stały się bardziej nieprzewidywalne.

## Postacie
W Red Dead Redemption pojawia się około czterystu pięćdziesięciu postaci, dubbingowanych przez pięćdziesięciu aktorów pierwszoplanowych i około stu użyczających głosów postaciom tła. Żeby świat przedstawiony był żywy napisano znaczną liczbę linii dialogowych dla każdej postaci, co możliwe było dzięki postępującemu rozwojowi technologii. Houser stwierdził, że liczba dialogów w grze jest porównywalna do Grand Theft Auto IV i była około dwukrotnie większa niż w San Andreas i Canis Canem Edit. Nad poszczególnymi częściami scenariusza pracowali inni twórcy, odpowiedzialni np. za główną fabułę i dialogi przechodniów – metodę tę Rockstar zaczął stosować podczas produkcji Grand Theft Auto: Vice City (2002). Dla scenarzystów stworzono słownik zawierający zwroty i niuanse języka właściwego dla czasu akcji. Houser początkowo był niepewny swoich możliwości, ponieważ nigdy wcześniej nie pisał dialogów stylizowanych na teksty z epoki, ostatecznie udało mu się jednak znaleźć odpowiedni sposób. Odkrył, że okres ten charakteryzował się humorystycznymi dialogami, czemu sprzyjały takie rzeczy jak narkotyki, opatentowane leki i katalogi Searsa. Twórcy chcieli, żeby przedstawiona historia dobrze zgrywała się z mechaniką rozgrywki, co miało zapewnić graczom zabawne i naturalne doświadczenie. W miarę postępów prac nad scenariuszem zaczęto wprowadzać do niego bohaterów niezależnych inspirowanych postaciami historycznymi. Edgar Ross został po części zainspirowany postacią prawnika i aktywisty politycznego Charlesa Josepha Bonaparte’a, inne zaś m.in. Frankiem Jamesem, Pearl Hart i Tomem Hornem. Zdaniem Housera w kwestii przypadkowych dialogów BN-ów Red Dead Redemption znajduje się gdzieś pomiędzy Canis Canem Edit, w którym kojarzyli oni Jimmy’ego Hopkinsa, a serią Grand Theft Auto, w której protagoniści są dla osób postronnych całkowicie anonimowi. W Red Dead Redemption niektórzy bohaterowie pamiętają grywalną postać i czyny, jakich dokonała, ale nie tak dobrze, jak w Canis Canem Edit.
W celu dobrania odpowiednich aktorów pod konkretne role rozpisano casting, a żeby utrzymać powstawanie gry w tajemnicy, do momentu otrzymania angażu aktorzy informowani byli tylko o „niezatytułowanym projekcie gry komputerowej”. Rockstar zatrudnił Roda Edge’a jako reżysera pracującego z aktorami w studiu przechwytywania ruchu, gdzie rejestrowano animacje oraz głosy; dialogi nienagrane na planie były dogrywane później w studiu dubbingowym. Występy aktorów nagrywano w studiu przechwytywania ruchu w kalifornijskiej Santa Monice. Rob Wiethoff podczas castingu odgrywał rolę wieszającego pranie Johna Marstona; uważał, że przesłuchanie było stratą czasu, ale kilka dni później otrzymał angaż. Nad grą pracował przez blisko dwa lata, z czego około sześciu tygodni zajęło nagranie kluczowych scen. Pierwszą nagraną sceną była ta, w której John spotyka Nigela Westa Dickensa. Nagrania realizowano w około dwutygodniowych sesjach, po których następowała miesięczna bądź dwumiesięczna przerwa. Według Wiethoffa dziennie nagrywano od dwunastu do piętnastu scen. Ekipa odpowiedzialna za nagrania często nawiązywała do scen z Grand Theft Auto IV jako punktu odniesienia; Wiethoff początkowo udawał, że je rozumie, ostatecznie jednak przyznał, że nie grał w ten tytuł. Johna napisano jako postać zniansowaną, niebędącą ani jednoznacznym złoczyńcą, ani bohaterem, a przede wszystkim „rodzinnym człowiekiem”. Zdaniem Carsona Marston „stoi jedną nogą w starym świecie, a jedną w tym, który ma nadejść”, a ciekawą postacią czyni go połączenie cynizmu i realizmu. Według Wiethoffa decyzje, które John popełnił za młodu, były motywowane chęcią zyskania akceptacji, ale wtedy nie zdawał sobie sprawy z konsekwencji, jakie mogą one przynieść w przyszłości. Zaprojektowanie wyglądu postaci zajęło zespołowi „sporo czasu”, chciano bowiem, żeby odzwierciedlał on emocjonalną stronę Johna.
Zdaniem Steve’a J. Palmera wcielającego się w Billa Williamsona, w poprzednim gangu Bill i John byli jak bracia, a Dutch van der Linde postacią rodzica. Stwierdził, że Williamson jest zazdrosny o Marstona, który był jego „kotwicą moralną”, ale po tym, jak opuścił gang, życie Williamsona zaczęło „wywracać się do góry nogami”. Palmer wziął udział w przesłuchaniu do roli w grudniu 2008, a angaż otrzymał w styczniu. Podczas przesłuchania stwierdził, że pod względem fizycznym przypomina tę postać. Benjamin Byron Davis, wcielający się w Dutcha i Nastasa, nagrywał swoje sceny w dwutygodniowych sesjach pomiędzy którymi następowały kilkumiesięczne przerwy. W trakcie castingu czytał kwestie, które w grze ostatecznie przypisano postaci Drew MacFarlane’a. Głos Dutcha podobny jest do tego, jakim przemawiał Osbourne Crawl z krótkometrażowego filmu Black Eyed Sue, w którym Davis zagrał w 2005 roku. Od twórców dowiedział się, że Dutch jest inteligentnym, charyzmatycznym przywódcą gangu, który „oszalał”. Pierwotnie planowano, żeby to gracz zdecydował o losie van der Lindego, jednak zdaniem Davisa jego postać nawet wobec nieuchronnej śmierci nie pozwoliłaby na to, żeby ktoś decydował o jej losie. Davis wcielił się w Nastasa podczas przechwytywania ruchu, ponieważ był odpowiedniego dla tej postaci wzrostu; wypowiadane przez niego kwestie miały być później zastąpione nagranymi w studiu przez aktora głosowego, ostatecznie jednak zachowano je w grze. Francesca Galeas użyczająca głosu Luisie Fortunie stwierdziła, że podczas castingów do tej roli jej postać opisano jako „mówiącą z akcentem kozaczkę w stylu Salmy Hayek”.

## Technologia i rozgrywka
Podobnie jak inne gry wydawcy począwszy od Rockstar Games Presents Table Tennis (2006), Red Dead Redemption powstało w większości na stworzonym przez studio silniku Rockstar Advanced Game Engine (RAGE); dodatkowo wykorzystano także silnik animacji Euphoria i fizyki Bullet. Carson przyznał, że Euphoria zapewnia „system zachowań postaci bazujący na fizyce”, który jest bezpośrednio powiązany z własnościowym silnikiem studia. Zwiększenie mocy obliczeniowej RAGE pozwoliło na zwiększenie liczby detali, w tym na realistyczne animacje i szczegółowe tekstury. Po zapoznaniu się z mocą obliczeniową PlayStation 3 i Xboksa 360 za pośrednictwem zestawów deweloperskich postanowiono wygenerować w pełni otwarty świat, co nastręczało problemów na konsolach poprzedniej generacji. Houser chciał, żeby dzikie ostępy były dla Red Dead Redemption tym, czym dla Grand Theft Auto jest miasto. Stwierdził, że prymitywna technologia wcześniejszych konsol sprawiała, że twórcy gier nie mogli „oddać sprawiedliwości” Dzikiemu Zachodowi, ponieważ niemożliwe było chociażby stworzenie poprawnej animacji lassa. Jego zdaniem wcześniejsze gry o tej tematyce koncentrowały się tylko na jednym aspekcie epoki, podczas gdy w Red Dead Redemption chciano zaprezentować całe jej spektrum; dodał, że sprawienie, żeby gra wyglądała jak należy, a jednocześnie sprawiała graczom satysfakcję, było „koszmarem” i „jednym wielkim utrapieniem”.
Pierwotnie skala otwartego świata pod względem technicznym stanowiła ogromne wyzwanie dla twórców, ostatecznie jednak wykorzystali ją na swoją korzyść. Zespół z San Diego radził się innych studiów Rockstar mających już doświadczenie w projektowaniu otwartych światów, w tym przede wszystkim twórców Grand Theft Auto z Rockstar North – dyrektora artystycznego Aarona Garbuta i producenta Lesliego Benziesa. Na wczesnym etapie za inspirację dla rozgrywki, jaką chcą zaprezentować twórcy, brano właśnie Grand Theft Auto, jednak starszy projektant środowiska Ghyan Koehne uznał takie dążenie za zniechęcające. Zauważył, że podczas gdy w Grand Theft Auto „są szybkie auta, śmigłowce, wyrzutnie rakiet i radiostacje, których można posłuchać”, to Red Dead Redemption oferuje „kolesia na koniu i niekończące się pagórki jak okiem sięgnął”. Podczas projektowania przedmiotów i powierzchni w świecie gry wykorzystano zróżnicowane tekstury i efekty oświetlenia. Problemem okazało się stworzenie realistycznego oświetlenia dziczy, ponieważ o ile miasta i podobne tereny zamieszkałe opierają się głównie na liniach prostych, to „natura jest pełna krzywych”, przez co trudniej było sprawić, żeby wyglądała wiarygodnie. Przez długą część procesu produkcji świat był w większości pusty, bez siatki dróg, zwierząt czy listowia, które zaczęły pojawiać się na późniejszym etapie. Twórców motywowało „zrozumienie, czym to wszystko ma się stać”, a zdobywane z czasem pełniejsze zrozumienie klimatu gry pomogło w osiągnięciu tego celu.
Grę pomyślano jako rozwinięcie kluczowych mechanik Red Dead Revolver poprzez powiększenie jej do standardowych rozmiarów gry Rockstar. Podstawowym założeniem było zachowanie mechaniki strzelania i usprawnienie wszystkich innych aspektów; podobnie jak w przypadku Revolveru, pojawiające się w grze bronie inspirowane były autentycznymi. Carson wyjaśnił, że zespół chciał, żeby każdy aspekt gry był realistyczny, co dotyczyło także koni, lass, ekosystemu fauny oraz otwartego świata. Chcąc osiągnąć jak najbardziej realistyczne animacje konia nagrano je w studiu przechwytywania ruchu z udziałem wytresowanego zwierzęcia. Prowadziło to do licznych problemów; przykładowo gest, którym dosiadający konia kaskader porozumiewał się z ekipą był tym samym, który dla zwierzęcia stanowiło komendę oznaczającą stawanie dębem. Wyzwaniem okazało się także stworzenie odpowiednio zachowujących się szkieletu i mięśni zwierzęcia, a rozwiązanie tego problemu zajęło twórcom kilka lat. W miarę postępów prac dodano kilka mechanik, których początkowo nie planowano. Dla przykładu – kiedy w świecie gry pojawiły się latające ptaki, założono, że większość graczy będzie do nich strzelać, wobec czego pierwotnie umożliwiono śledzenie liczby zestrzelonego ptactwa, co następnie przerodziło się w system wyzwań.
Na wczesnym etapie produkcji studio zdecydowało, które elementy z Red Dead Revolver przenieść do kontynuacji; ostatecznie poza zabójczą precyzją i pojedynkami pozostało ich niewiele. Podczas gdy w Revolverze przedstawiono wiele mitów i miejsc nieodzownie kojarzących się z Dzikim Zachodem, w Redemption chciano jak najdokładniej odwzorować historyczne realia tamtego okresu. Starano się unikać nawiązań fabularnych do poprzedniej odsłony, ponieważ uznano, że nie ma to większego sensu. Ogólny ton Redemption miał być połączeniem prymitywnego Dzikiego Zachodu i wczesnodwudziestowiecznej Ameryki, która z czasem przerodziła się we współczesne społeczeństwo amerykańskie, a twórcom zależało na zobrazowaniu tych przemian. Dodatkowo uznano, że Revolver ograniczała jego struktura oparta na pojedynczych poziomach, a stworzenie gry podobnej do należącej do serii Grand Theft Auto pozwalało na znacznie większą jakość, skalę i szczegółowość świata przedstawionego. Obecny w grze system honoru, nawiązyujący do utożsamianej z Dzikim Zachodem „idei moralności i rozpoznawalności”, jest rozwinięciem pomysłów stosowanych wcześniej przez Rockstar, mającym zapewnić graczowi większą różnorodność wyborów pozwalających bardziej spersonalizować rozgrywkę.

## Muzyka

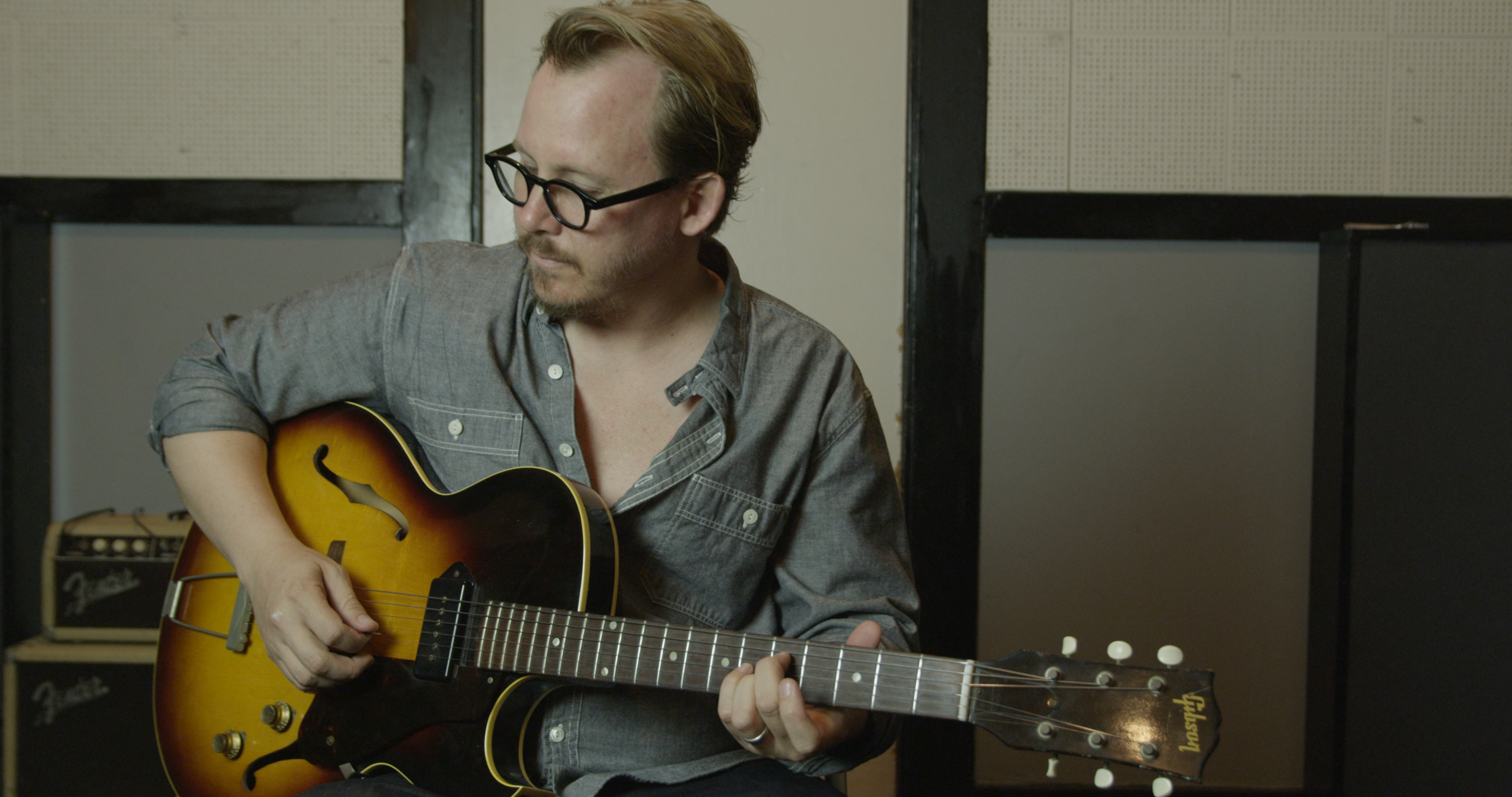
Woody Jackson skomponwał muzykę do Red Dead Redemption we współpracy z Billem Elmem.

Red Dead Redemption jest jedną z pierwszych gier Rockstar, na potrzeby których skomponowano autorską ścieżkę dźwiękową. Kierownik muzyczny Iwan Pawłowicz przyznał, że ze względu na jej skalę trudne było stworzenie dla niej oprawy muzycznej, ponieważ twórcy nie mogli polegać wyłącznie na licencjonowanych utworach, jak przy poprzednich produkcjach studia. W 2008 zatrudniono muzyków Billa Elma i Woody’ego Jacksona, którzy w ciągu piętnastu miesięcy wspólnie napisali około dwustu utworów. Oryginalną ścieżkę dźwiękową i pozostałe albumy nagrano i zmiksowano w należącym do Jacksona Electro-Vox Recording Studios w Los Angeles, a zmasterowano w Capitol Studios. Podczas produkcji ścieżki dźwiękowej Jackson współpracował z Davidem Holmesem, z którym pracował wcześniej przy okazji Ocean’s Twelve: Dogrywki (2004) i Ocean’s Thirteen (2007). Na potrzeby Red Dead Redemption Rockstar nawiązał współpracę z wokalistami Ashtar Command, Josém Gonzálezem, Jamiem Lidellem i Williamem Elliottem Whitmore’em.
Większość utworów nagrano w tempie stu trzydziestu uderzeń na minutę w tonacji a-moll, a składają się one głównie z motywów stworzonych na potrzeby dynamicznie zmieniającej się w grze muzyki. Do ich nagrania wykorzystano połączenie instrumentów współczesnych i kojarzących się z filmowymi westernami, jak chociażby drumla. W celu stworzenia unikalnych dźwięków sięgnięto po kreatywne wykorzystanie instrumentów, chociażby poprzez granie na trąbce na powierzchni kotłów. Rockstar nawiązał także współpracę z muzykami doświadczonymi w tradycyjnej muzyce Zachodu, w tym chociażby z grającym na harmonijce Tommym Morganem, który w ponadsześćdziesięcioletniej karierze pracował m.in. przy Tańczącym z Wilkami (1990), Świecie Dzikiego Zachodu (1973), Kowbojach (1972) czy Butchu Cassidym i Sundansie Kidzie (1969). Poza trąbkami kompozytorzy wykorzystali też chociażby gitarami z nylonowymi strunami, akordeony, flety i okaryny. Poszukując inspiracji Jackson odkrył, że w 1911 nie było „muzyki Dzikiego Zachodu”; uznał, że znacznie bardziej reprezentatywna dla tego okresu jest chociażby muzyka Ennia Morriconego do Trylogii dolara. Elm stwierdził, że proces tworzenia muzyki do gry było początkowo „zniechęcający”, ponieważ odkrycie, jak ma ona działać w sposób interaktywny, zajmowało bardzo dużo czasu. Jackson skomponował motyw przewodni Red Dead Redemption niedługo po tym, jak znalazł w Los Angeles niemiecką gitarę o odpowiednim dźwięku i „idealnym tremolu”. Eksperymentując z muzyką dla północnego regionu gry nagrał smartfonem bicie serca swojej nienarodzonej jeszcze córki.

## Dźwięk
Od samego początku produkcji dział dźwięku dążył do tego, żeby wszystkie pojawiające się w grze odgłosy były autentyczne. Po otrzymaniu grafik od działu artystycznego studiowano je dokładnie, co miało pomóc ustalić, jakich dźwięków należy użyć, żeby całość brzmiała realistycznie. Montażyści dźwięku wielokrotnie prezentowali swoje pomysły programistom dźwięku, dzięki którym możliwe było ich zrealizowanie. Trzy główne obszary gry charakteryzują się unikalnymi dla siebie dźwiękami otoczenia, na nie zaś składają się jeszcze mniejsze dźwięki, np. odgłosy owadów czy zwierząt, mające odzwierciedlać pogodę i porę dnia. Dźwiękowcy otrzymali dokładne wytyczne odnośnie do tonu, jakim powinny charakteryzować się określone miejsca, np. Thieves’ Landing miało być „straszne” i „odrażające”. Ogromną uwagę przykładano do dźwięków broni, a żeby były one jak najbardziej realistyczne, dla każdej z nich nagrano wiele podobnych dźwięków wystrzału. Proces imitowania dźwięku rozpoczęto od tygodniowej sesji nagraniowej, podczas której dwóch specjalistów z tej dziedziny z Los Angeles wysłano w celu zarejestrowania odgłosów tematycznie powiązanych z grą. Dużo czasu poświęcono na stworzenie efektów towarzyszących rozgrywce, przykładowo zabójcza precyzja miała brzmieć „naturalnie”, a nie jak „sci-fi albo elektronika”, podczas gdy zwierzęta – stanowiące dla dźwiękowców spore wyzwanie – miały pogłębiać zanurzenie w świecie gry. Na ostatnim etapie zgrywania oprawy dźwiękowej reżyser dźwięku Jeffrey Whitcher współpracował z głównym inżynierem dźwięku Matthew Smithem, żeby odpowiednio zbalansować i połączyć trzy główne aspekty ścieżki dźwiękowej – dialogi, odgłosy i muzykę. Wykorzystane przez Smitha metody kodowania pozwoliły na osiągnięcie „dynamicznego” miksu, dostosowującego się do wydarzeń na ekranie.

## Dystrybucja
W maju 2005 podczas konferencji Sony na targach Electronic Entertainment Expo Rockstar Games zaprezentowało krótki zwiastun niezatytułowanego jeszcze westernu na PlayStation 3, stanowiący demo technologiczne RAGE i domniemaną kontynuację Red Dead Revolver. Red Dead Redemption zapowiedziano oficjalnie 3 lutego 2009, informując, że gra zostanie wydana pod koniec roku na PlayStation 3 i Xboksa 360. W kwietniowym wydaniu „Game Informera” poinformowano, że produkcja trafi także na Windowsa, jednak Rockstar niedługo później sprostował, że „obecnie nie ma w planach” wersji na tę platformę. Według Krisa Robertsa, głównego projektanta trybu wieloosobowego, wersja taka nigdy nie była pod uwagę na poważnie. W maju grę przełożono na 2010 rok; w listopadzie jako nową datę premiery podano 27 kwietnia 2010 w Ameryce Północnej i 30 kwietnia na pozostałych rynkach. W marcu 2010 premierę ponownie przesunięto – na 18 maja i 21 maja, jako powód podając, że jest to „optymalne okienko czasowe”. W Japonii Red Dead Redemption trafiło do sprzedaży 7 października 2010.
Po premierze gra doczekała się szeregu zawartości do pobrania, na którą składały się głównie mapy i tryby do komponentu wieloosobowego sugerowane przez społeczność. Według Straussa Zelnicka, prezesa Take-Two Interactive – firmy-matki Rockstar – dodatkowa zawartość miała spowolnić odsprzedaż używanych egzemplarzy i zachęcenie graczy do zachowania swojej kopii po ukończeniu kampanii fabularnej. Firma chciała, żeby dodatki zostały wydane względnie szybko, w odróżnieniu od długiego czasu, jakiego wymagało stworzenie dwóch części Episodes from Liberty City do Grand Theft Auto IV. Pakiet Outlaws to the End wydany 22 czerwca 2010 wprowadził sześć dodatkowych misji współpracy do gry wieloosobowej, a Legends and Killers (10 sierpnia) postacie z Red Dead Revolver, nowe miejsca oraz możliwość korzystania z tomahawków. Liars and Cheats (21 września) dodawał tryby kompetytywne, minigry, postacie i bronie, zaś Hunting and Trading (12 października) nowe ubiory i możliwość upolowania jackalope’a. 26 października wydano dodatek do kampanii fabularnej Undead Nightmare, przedstawiający niekanoniczną opowieść o Johnie Marstonie poszukującym lekarstwa na plagę zombie panoszących się po wyludnionych miastach i cmentarzach. W listopadzie dodatek został wydany jako samodzielna produkcja, niewymagająca do działania podstawowej wersji gry. Ostatni dodatek – Myths and Maverick – wydano 13 września 2011; wprowadzał on kolejne postacie i miejsca do gry wieloosobowej. W październiku 2011 do sprzedaży trafiło Red Dead Redemption: Game of the Year Edition zawierające grę i całą zawartość dodatkową.
W lipcu 2016 gra wraz z Undead Nightmare została udostępniona przez Microsoft w ramach kompatybilności wstecznej na następcy Xboksa 360 – Xboksie One – na którym działa w wyższym klatkażu względem wydania pierwotnego. W kwietniu 2018 udostępniona została aktualizacja do Xboksa One X, umożliwiająca rozgrywkę w rozdzielczości 4K (podczas gdy oryginał dostępny jest w 720p) oraz zawierająca pewne usprawnienia wizualne; reedycja ta działa także na Xboksie Series X/S. Od grudnia 2016 do grudnia 2022 gra dostępna była w usłudze Sony PlayStation Now, dzięki czemu możliwe było zagranie w nią w chmurze na PlayStation 4, PlayStation 5 i Windowsie.
Według źródeł branżowych, po słabym przyjęciu Grand Theft Auto: The Trilogy – The Definitive Edition (2021) Rockstar zrezygnował z pomysłu zremasterowania Red Dead Redemption, zamiast tego koncentrując się na produkcji Grand Theft Auto VI. Pogłoski o możliwym remasterze pojawiły się ponownie w czerwcu 2023 roku, kiedy to południowokoreańska organizacja odpowiedzialna za ograniczenia wiekowe przyznała nowe oznaczenie Red Dead Redemption, a w lipcu strona Rockstar została zaktualizowana o nowe logo i osiągnięcia. W sierpniu wydawca ogłosił, że 17. dnia tego miesiąca do dystrybucji cyfrowej na PlayStation 4 i Switchu trafi opracowany przez Double Eleven Studio port trybu jednoosobowego wraz z Undead Nightmare, a od 13 września możliwy będzie zakup wydania pudełkowego. Zapowiedź spotkała się z mieszanym odbiorem, a opublikowany na YouTubie zwiastun zapowiadający reedycję został oceniony w większości negatywnie. Część dziennikarzy i graczy doceniła możliwość zagrania w Red Dead Redemption na współczesnych konsolach, krytykowała jednak brak usprawnionej oprawy wizualnej, wyższego klatkażu, wersji na Windowsa, usunięcie trybu wieloosobowego oraz sprzedawanie trzynastoletniej produkcji w cenie zbliżonej do nowej gry. W październiku 2023 udostępniono łatkę, która w ramach kompatybilności wstecznej umożliwia grę z prędkością sześćdziesięciu klatek na sekundę na PlayStation 5.

## Kampania reklamowa

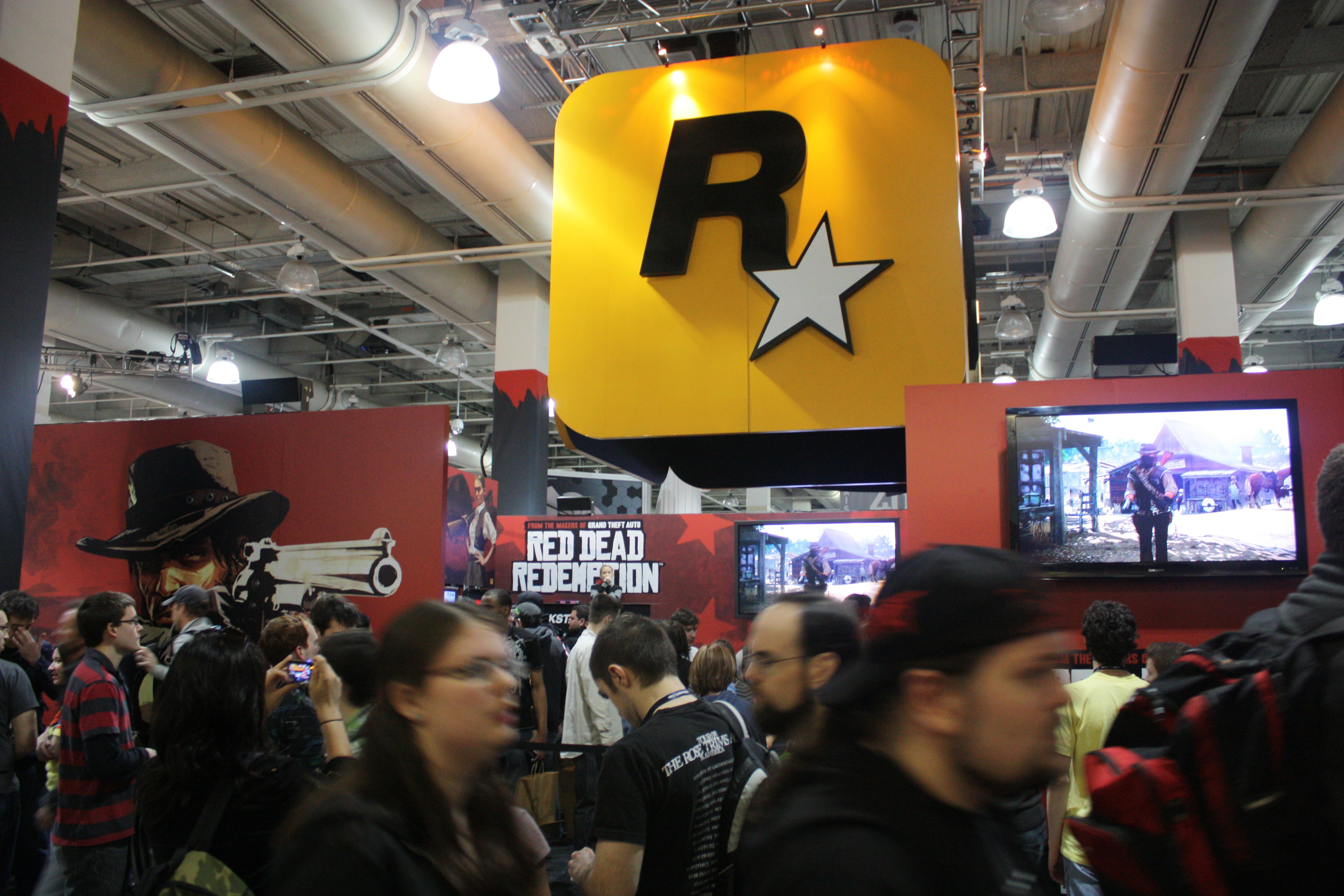
Promocja gry podczas targów PAX East w marcu 2010.

Rockstar zaplanował dla gry drogą kampanię reklamową na szeroko zakrojoną skalę, w ramach której nawiązał współpracę m.in. z IGN-em, GameSpotem, LoveFilm, Microsoftem i YouTube’em. 6 maja 2009 pojawił się pierwszy zwiastun, prezentujący koncept gry, jej świat przedstawiony oraz wstępne informacje o postaciach. Tydzień później IGN opublikował przygotowany we współpracy z Rockstarem materiał na wyłączność, w którym znalazły się pierwsze zrzuty ekranu z rozgrywki i wywiad z Houserem. 1 grudnia udostępniono zwiastun My Name is John Marston, prezentujący historię Johna Marstona i kilka postaci drugoplanowych; zwiastun wyciekł do Internetu tydzień wcześniej, ale został usunięty na żądanie studia. Jason Schreier z serwisu Kotaku uznał ów zwiastun za jeden z najlepszych, jakie zapowiadały gry na siódmą generację konsol. 15 grudnia 2009 opublikowano pierwszy z serii filmików przybliżających rozgrywkę, zatytułowany Introduction, zaś 28 stycznia 2010 drugi – Weapons & Death – poświęcony uzbrojeniu i zabójczej precyzji. Zwiastun The Law (11 lutego 2010) prezentował postacie marshala Leigh Johnsona i agenta Edgara Rossa; The Women: Sinners, Saints & Survivors (24 lutego) postacie kobiece, a trzeci materiał o rozgrywce – Life in the West (17 marca) – niektóre aktywności w otwartym świecie. 19 marca opublikowano trzy zwiastuny poświęcone zawartości przedpremierowej.
22 marca 2010 zaprezentowano okładkę gry, a dwa dni później udostępniono zwiastun Gentlemen & Vagabonds, przedstawiający bliżej niektóre postacie męskie, w tym Setha Briarsa, Harolda MacDougala i Nigela Westa Dickensa. Pod koniec tego samego miesiąca grę promowano na targach PAX East, podczas których możliwe było m.in. zagranie w około półgodzinną wersję demonstracyjną. Czwarty materiał z rozgrywki – Life in the West: Part II – przedstawiający kolejne aktywności w otwartym świecie, opublikowano 2 kwietnia, a 8. i 22 kwietnia zaprezentowano zwiastuny poświęcone trybom gry wieloosobowej. Począwszy od 27 kwietnia w Stanach Zjednoczonych emitowano reklamówkę telewizyjną zrealizowaną we współpracy z siecią sklepów GameStop. Rockstar przeznaczył na reklamę w telewizji znacznie większy budżet niż w przypadku poprzednich swoich produkcji. 6 maja zadebiutował zwiastun Revolution, poświęcony misjom i postaciom z Meksyku, a dwa dni później w programie telewizyjnym GameTrailers TV with Geoff Keighley przedstawiono nowy materiał z rozgrywki. Ostatni zwiastun opublikowano 13 maja. Zwiastuny wyświetlane były w niektórych amerykańskich kinach przed seansami wybranych filmów, głównie Iron Mana 2, Księcia Persji: Piasków Czasu i Robin Hooda, a wywieszone w kinach plakaty pozwalały pobrać powiązaną z grą zawartość poprzez Bluetooth. Po premierze Rockstar wypuścił serię gadżetów, w tym chociażby świece, karty do gry i mydło, zaś w listopadzie dzięki współpracy z Wax Poetics do sprzedaży trafiła ścieżka dźwiękowa na płycie winylowej.
Do promowania gry wykorzystano marketing wirusowy. W listopadzie 2009, w ramach obchodów wąsopada, Rockstar zorganizował konkurs na najbardziej imponujące wąsy, a zarost zwycięzcy pojawił się w grze u jednego z bohaterów niezależnych. Na kilka miesięcy przed premierą przeprojektowano i zaktualizowano oficjalną stronę internetową Red Dead Redemption. Żeby zachęcić do zakupu gry w przedsprzedaży wydawca nawiązał współpracę z kilkoma amerykańskimi i brytyjskimi sieciami – w tym z Amazonem, Best Buyem, Game i HMV – które do zamówień przedpremierowych oferowały dodatkową zawartość, taką jak konie, stroje i bronie; GameStop zorganizował w ankietę, której użytkownicy mogli wskazać strój dostępny u tego sprzedawcy. W kwietniu 2011 cała zawartość przedsprzedażowa została udostępniona do zakupu jako dodatki do pobrania. Do sprzedaży trafiło także wydanie specjalne, w unikatowym opakowaniu i z dołączoną płytą ze ścieżką dźwiękową. W ramach współpracy z LoveFilm – wypożyczalnią DVD wysyłającą filmy pocztą – przygotowano trzysta tysięcy reklamowych kopert i ulotek, a użytkownicy usługi LoveFilm Player mogli za darmo obejrzeć Propozycję Johna Hillcoata. W lutym 2010 grafiki z gry pojawiły się na muralu w Nowym Jorku, a w kwietniu i czerwcu na sponsorowanym przez GameStop samochodzie rajdowca NASCAR Joeya Logana. 12 kwietnia na Facebooku wystartowała otwarta wersja beta Red Dead Redemption: Gunslingers – fabularnej gry społecznościowej pozwalającej użytkownikom platformy brać udział w pojedynkach ze znajomymi. W 2012 roku, po zaktualizowaniu Facebooka, gra przestała być dostępna, ponieważ dostosowanie jej do nowej wersji platformy wymagałoby całkowitego jej przepisania.
29 maja 2010 na amerykańskim Foksie wyemitowano krótkometrażową machinimę Red Dead Redemption: The Man from Blackwater, a 7 czerwca jej rozszerzoną wersję opublikował IGN. W trzydziestominutowej animacji wyreżyserowanej przez Hillcoata przedstawiono streszczenie pierwszych misji gry, w których Marston poszukuje Billa. Firmę reżysera zajmującą się produkcją teledysków zatrudniono do stworzenia trzyminutowego zwiastuna gry, ale Hillcoat po zapoznaniu się z materiałem postanowił przerobić go na półgodzinny krótki metraż. Twórcom machinimy udostępniono narzędzia pozwalające zmieniać kadry, oświetlenie, pogodę czy porę dnia, co pozwoliło im znacznie przerobić stworzone na potrzeby gry przerywniki filmowe. Rockstar, chcąc ustrzec się przed spojlerami, zastrzegł, żeby zawrzeć w filmie jak najmniej z fabuły, stąd postanowiono skoncentrować się na przedstawieniu Johna i kilku „barwnych postaci” z samego początku opowieści. Część aktorów z gry, w tym m.in. Palmer, nagrała na potrzeby The Man from Blackwater nowe kwestie dialogowe, żeby przejścia pomiędzy scenami były płynniejsze. Film został oceniony pozytywnie jako wprowadzenie do historii dla niezaznajomionych z Red Dead Redemption, ale nie mający większej wartości dla osób, które przeszły już grę.